# 五十公野公園
五十公野公園（いじみのこうえん）は新潟県新発田市にある自然と様々な施設を有する総合公園である。日本の都市公園100選に選定されている。面積は89.3haである。
公園の中心にあるます潟の池には冬になると多くの白鳥が飛来する。このます潟は山に囲まれた湖で池のサイズが白鳥の飛来する湖としては比較的小さいため湖の周りを旋回する姿が美しく写真の撮影に人気の場所でもある。

## 施設
スポーツ施設
- 五十公野公園陸上競技場「グリーンスタジアムしばた」
- 五十公野公園野球場
- 五十公野公園野外体育施設「サン・スポーツランドしばた」
- 五十公野公園屋内体育施設「サン・ビレッジしばた」
- 五十公野公園テニスコート
- 五十公野公園ゲートボール場[2]

その他
- あやめ園
- 白鳥の宿 ますがた荘
- 高齢者福祉センター「金蘭荘」（旧サン・ワークしばた）[3][4]
- キャンプ場
- アスレチック・子供遊戯場[5]
- いじみのバーベキュー王国 - ますがた荘が運営し、2011年に開業[6]。

## あやめ園
日本四大あやめ園の一つ。1.8ヘクタールの広大な地に300品種60万本のあやめが咲く。毎年6月には『あやめまつり』が催され期間中は県内外から多くの観光客が訪れる。「五十公野公園（アヤメ園）」が、平成元年度手づくり郷土賞（生活の中にいきる水辺）受賞。

## 周辺
同じ五十公野地区には国指定名勝の五十公野御茶屋や隣接する旧県知事公舎記念館などがある。

## 交通
2019年4月現在の情報を掲載する。
- JR新発田駅3番のりば[9]から新潟交通観光バス 赤谷・新谷方面行（所要約15分）を利用し、「五十公野」下車後、徒歩約10分[7][10]
- あやめまつり開催期間は同駅より当公園前まで臨時バスが運行される[7]。